# هاندلي بيج غوغناك
هاندلي بيج غوغناك (بالإنجليزية: Handley Page Gugnunc)‏ هي طائرة تجريبية أنتجت في بريطانيا. من صناعة هاندلي بيج. كان أول طيران لها في 1929. انتهت خدمتها في 1934. صنع منها طائرة واحدة.